# Ono Shoïchi
Ono Shoïchi est un peintre et graveur abstrait-lyrique, japonais du XXe siècle, né le 13 novembre 1946 à Miyagi. Actif en France depuis 1974.

## Biographie
Ono Shoïchi est l'élève de Stanley William Hayter à l'Atelier 17 à Paris.

Il expose depuis 1978, notamment à Tokyo, ainsi que: en 1981 au Centre Culturel d'Argenteuil; en 1983 à Zurich; en 1989 à la galerie J. C. Riedel à Paris et bien d'autres.

Ses peintures sont très influencées par celles de Hayter, dont elles empruntent la technique des coulures, bien qu'il construise ses compositions à partir d'une structure assez volontaire, et la gamme colorée très acidulée.